# Зеленолугское сельское поселение
Зеленолугское сельское поселение — муниципальное образование в Мартыновском районе Ростовской области. 
Административный центр поселения — посёлок Зеленолугский.

## Административное устройство
В состав Зеленолугского сельского поселения входят:
- посёлок Зеленолугский;
- посёлок Абрикосовый;
- посёлок Быстрый;
- посёлок Малая Горка;
- хутор Обливной;
- посёлок Стрижи;
- посёлок Черемухи.

## Население
| 2010  | 2012  | 2013  | 2014  | 2015  | 2016  | 2017  |
| ----- | ----- | ----- | ----- | ----- | ----- | ----- |
| 3738  | ↘3725 | ↗3759 | ↘3722 | ↘3661 | ↗3681 | ↘3665 |
| 2018  | 2019  | 2020  | 2021  |       |       |       |
| ↘3619 | ↘3562 | ↘3545 | ↘3543 |       |       |       |